# Нижньобіккузінська сільська рада
Нижньобікку́зінська сільська рада (рос. Нижнебиккузинский сельский совет) — муніципальне утворення у складі Кугарчинського району Башкортостану, Росія. Адміністративний центр — присілок Нижньобіккузіно.

## Населення
Населення — 499 осіб (2019, 594 в 2010, 729 в 2002).

## Склад
До складу поселення входять такі населені пункти:
| Населений пункт            | Населення, осіб (2002) | Населення, осіб (2010) |
| -------------------------- | ---------------------- | ---------------------- |
| Верхньобіккузіно, присілок | 227                    | 214                    |
| Мряушлінський, присілок    | 119                    | 109                    |
| Нижньобіккузіно, присілок  | 309                    | 263                    |
| Петропавловка, присілок    | 9                      | 4                      |
| Прибільський, хутір        | 15                     | 4                      |